# Klaus Ehrle
Klaus Ehrle (ur. 11 marca 1966 w Bregencji) – austriacki lekkoatleta.

## Kariera
Ehrle rozpoczął karierę zimą 1981. Jego pierwszym trenerem był Gerd Kremmel, od 1987 był trenowany przez Ilję Popowa.
W 1988 wystartował na igrzyskach olimpijskich w biegu na 400 m przez płotki. Odpadł w półfinale, zajmując 7. miejsce w swoim biegu z czasem 51,04 s.
Pięciokrotny mistrz Austrii na 400 m ppł (1987-1991) i dwukrotny na 400 m (1986-1987) oraz pięciokrotny halowy mistrz kraju na 400 m (1987-1989, 1991-1992) oraz jednokrotny na 800 m (1989).
Reprezentował klub ULC Dornbirn.
Zakończył karierę 4 lipca 1992.

## Rekordy życiowe
Na podstawie:
- 200 m – 21,46 s ( Linz, 14 czerwca 1987)
- 300 m – 33,47 s ( Vöcklabruck, 16 maja 1987)
- 400 m – 46,27 s ( Kapfenberg, 12 lipca 1987)
- 800 m – 1:48,70 s ( Vöcklabruck, 15 sierpnia 1987)
- 400 m ppł – 49,55 s ( Schwechat, 24 czerwca 1987)